# Twilight as Played by The Twilight Singers
Twilight as Played by The Twilight Singers — первый студийный альбом американской рок-группы The Twilight Singers, выпущен в 2000 году.

## Создание
В 1997 году, когда карьере Грега Дулли в The Afghan Whigs пошёл второй десяток лет, солист задумался о новом музыкальном проекте и начал осуществлять записи на своём домашнем оборудовании. «Я был в группе более десяти лет и, думаю, мне хотелось завести музыкальный роман с другими людьми» — пояснил он в интервью Philadelphia City Paper. В 1998 году Afghan Whigs выпустили альбом 1965 и отправились в утомительный для Грега тур по Америке и Европе. На концерте группы в Остине музыкант подрался с работником сцены и в коматозном состоянии был доставлен в госпиталь. Для полного восстановления Дулли потребовалось несколько месяцев физиотерапии.
В перерывах между работой в Afghan Whigs и лечением исполнитель работал над пластинкой Twilight Singers в студиях Сиэтла, Нового Орлеана и Кингстон-апон-Халла. Продюсированием диска был занят британский электроник-рок-тандем Fila Brazillia. Вскоре после выхода Twilight as Played by The Twilight Singers Afghan Whigs единодушно приняли решени о расформировании группы и Грег Дулли сосредоточился на своём новом коллективе. «Знаете что? Думаю, я — рок-комета. Прихожу каждые пару лет, ярко горю, освещаю небо, ухожу. Вот кто я такой» — высказался он в интервью Cincinnati CityBeat в преддверии выпуска первой записи Twilight Singers.

## Критика
«Twilight… — упражнения встревоженной души, которые дымноголосый носитель федоры Грег Дулли грозился совершить с начала 90-х. Но здесь предсказуемость альбома заканчивается» — написал рецензент канадского таблоида Toronto Sun Киран Грант. «Twilight… недостаёт агрессивной энергии первых гигов Дулли, но это одна из его самых грациозных и незабываемых записей. <…> После ряда превосходных и часто недооценённых работ Afghan Whigs, приятно видеть, что Дулли может творить чудеса поистине в любом воплощении» — отозвался непредставившийся обозреватель американского сайта The A.V. Club.

## Список композиций
| №   | Название                         | Длительность |
| --- | -------------------------------- | ------------ |
| 1.  | «The Twilite Kid»                | 5:52         |
| 2.  | «That’s Just How That Bird Sing» | 3:52         |
| 3.  | «Clyde»                          | 4:40         |
| 4.  | «King Only»                      | 3:07         |
| 5.  | «Love»                           | 3:21         |
| 6.  | «Annie Mae»                      | 2:20         |
| 7.  | «Verti-Marte»                    | 5:09         |
| 8.  | «Last Temptation»                | 3:26         |
| 9.  | «Railroad Lullaby»               | 3:13         |
| 10. | «East 17th»                      | 1:01         |
| 11. | «Into the Street»                | 4:55         |
| 12. | «Twilight»                       | 5:57         |